# Herbert Achternbusch
Herbert Achternbusch, właśc. Herbert Schild (ur. 23 listopada 1938 w Monachium, zm. 10 stycznia 2022 tamże) – niemiecki pisarz, aktor, reżyser i scenarzysta filmowy.

## Życiorys
Urodził się 23 listopada 1938 w Monachium, jako nieślubne dziecko. Był wychowywany przez babcię w Deggendorf w Lesie Bawarskim. W 1960 został adoptowany przez ojca, od tamtej pory nosi nazwisko Achternbusch. W 1962 ożenił się z Gerdą, z którą ma czworo dzieci: Rut (ur. 1963), Andreasa (ur. 1964), Ritę (ur. 1966) i Judit (ur. 1968).
Achternbush jest autorem opowiadań Die Alexanderschlacht (1971) i Die blaue Blume (1987) oraz powieści Der Tag wird kommen (1973). Karierę filmową rozpoczął na początku lat 70., kręcąc pierwsze filmy. W tym okresie nawiązał kontakty z Wernerem Herzogiem (napisał dla niego scenariusz do filmu Szklane serce), Volkerem Schlöndorffem i Margarethe von Trotta.
Film Duch (1982), którego Achternbusch był producentem, scenarzystą oraz w którym zagrał główną rolę, wywołał skandal w RFN. Duch opowiada o losach figury Jezusa Chrystusa, która wstała z krzyża w bawarskim klasztorze i za namową przeoryszy (Oberin) została kelnerem (Ober). Po emisji filmu Achternbusch został posądzony o obrazoburstwo, a petycję w sprawie konfiskaty jego filmu, ze względu na obrazę uczuć religijnych, podpisało 2000 osób.
W wyniku protestów społecznych minister spraw wewnętrznych Friedrich Zimmermann odmówił wypłacenia ostatniej transzy dofinansowania filmu, które wcześniej zostało Achternbuschowi przyznane. Reżyser nie zgodził się z tą decyzją i wytoczył proces Republice Federalnej Niemiec, który wygrał w 1992.
Ze względu na kontrowersyjną treść filmu, jego rozpowszechnianie na terenie Austrii zostało zakazane.
Skandal spowodowany premierą filmu Duch wpłynął na zmianę polityki filmowej w RFN. Władze rzadziej decydowały się finansować krytyczne i autorskie projekty, kładąc nacisk na produkcję większej liczby filmów rozrywkowych. Zmiany te wraz ze śmiercią Rainera Wernera Fassbindera w 1982 bywają interpretowane jako koniec nowego kina niemieckiego.
Filmy Achternbuscha były prezentowane na MFF w Berlinie: Der Neger Erwin (1981) startował w konkursie głównym na 31. MFF w Berlinie, Duch (1982) – na 33. MFF w Berlinie, Wohin? (1988) na 38. MFF w Berlinie, a Hades (1995) na 45. MFF w Berlinie.
Za twórczość Achternbuschowi przyznano nagrody: w 1977 otrzymał Petrarca-Preis (odmówił jej przyjęcia, paląc nagrodę – czek na 20 000 DM), w 1986 i 1994 – Mülheimer Dramatikerpreis, a w 2010 – Kasseler Literaturpreis.
Herbert Achternbusch zmarł w styczniu 2022.

## Filmografia
- 1971 Das Kind ist tot
- 1972 6. Dezember 1971
- 1974 Das Andechser Gefühl
- 1976 Die Atlantikschwimmer
- 1976 Szklane serce (Herz aus Glas) (scenariusz)
- 1977 Servus Bayern
- 1977 Bierkampf
- 1978 Der junge Mönch
- 1980 Der Neger Erwin
- 1980 Der Komantsche
- 1981 Das letzte Loch
- 1982 Der Depp
- 1982 Mistrzyni olimpijska (Die Olympiasiegerin)
- 1982 Duch (Das Gespenst)
- 1984 Wanderkrebs
- 1984 Rita Ritter
- 1985 Blaue Blumen
- 1986 Uzdrówcie Hitlera (Heilt Hitler)
- 1987 Punch Drunk
- 1988 Wohin?
- 1989 Mix Wix
- 1991 I Know The Way To The Hofbrauhaus
- 1993 Ich bin da, ich bin da
- 1994 Ab nach Tibet
- 1995 Hades
- 1997 Picasso in München
- 1998 Neue Freiheit – keine Jobs
- 2002 Das Klatschen der einen Hand